# Euploea crowleyi
Euploea crowleyi är en fjärilsart som beskrevs av Moore 1890. Euploea crowleyi ingår i släktet Euploea och familjen praktfjärilar. Inga underarter finns listade i Catalogue of Life.